# SuperWASP
El projecte SuperWASP (Wide Angle Search for Planets) (Recerca Gran Angular de Planetes) és una recerca automatitzada de planetes extrasolars a través del mètode de trànsit astronòmic. El seu objectiu final és cobrir tot el firmament, analitzant estrelles de fins a magnitud 15.

## Recursos

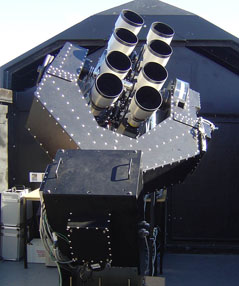
Telescopi del projecte SuperWASP-South

Consta de dos observatoris robòtics, SuperWASP-North que es troba a l'Observatori del Roque de los Muchachos, a l'illa La Palma de les Illes Canàries i SuperWASP-South a l'Observatori Astronòmic Sud-africà (SAAO), a Sud-àfrica.
Cada observatori consisteix d'un conjunt de vuit lents Cànon 200mm f1.8, recolzades per càmeres CCD d'alta qualitat de 2000x2000 píxels de resolució. El gran camp de visió de les lents les dota a cada observatori d'una gran cobertura del cel, just per sobre dels 500 graus quadrats per posició.

## Tècnica
Els observatoris monitoren contínuament el cel, prenent imatges aproximadament una vegada per minut, lliurant fins a 100 gigabytes d'informació per nit.
En l'anàlisi de la informació es mesura la intensitat de la brillantor de les estrelles, buscant petites caigudes de lluminositat. Aquestes caigudes poden indicar el pas per davant de l'estrella d'un planeta. Si es troba una periodicitat en les caigudes d'intensitat, s'ajusta un model matemàtic a les dades, per determinar si es tracta d'un objecte solitari o d'un sistema.
Normalment amb aquest mètode de recerca s'aconsegueix localitzar planetes dels tipus gegants gasosos similars a Júpiter, (que aconsegueixin disminuir la brillantor de la seva estrella) que tinguin òrbites molt properes a la seva estrella, de manera que el seu període orbital sigui prou petit com per detectar diversos trànsits en una escala humana de treball (Per exemple, WASP-1b té un període orbital de només 2,52 dies terrestres, a diferència del de Júpiter d'11,86 anys terrestres). A aquest tipus de planeta se'ls anomena comunament Júpiter calent , ja que presenten temperatures atmosfèriques de més de 5.000 K.

## Administració
SuperWASP està operat per un consorci de vuit institucions acadèmiques, entre les quals s'inclouen: 
- L'Institut Astrofísic de les Illes Canàries
- El Grup de telescopis Isaac Newton
- La Universitat Keele
- La Universitat de Leicester
- L'Open University
- La Queen's University Belfast
- La Universitat de St Andrews.

## Descobriments
El 26 de setembre de 2006 es va reportar els primers descobriments de l'equip de treball: WASP-1b i WASP-2b, tots dos descoberts a l'observatori de La Palma. Després, l'octubre de 2007 es va reportar el descobriment de tres gegants gasosos més: WASP-3b, WASP-4b i WASP-5b. Tots aquests últims tenen períodes orbitals al voltant dels dos dies, i han de tenir temperatures superficials més grans als 2.000 kèlvins. WASP-4b i WASP-5b van ser descoberts per les càmeres sud-africanes del projecte, i WASP-3b per les canàries, la qual cosa fa que el projecte SuperWASP sigui l'únic que ha descobert exoplanetes en ambdós hemisferis.
L'agost del 2009, es va anunciar el descobriment de WASP-17b, el primer planeta descobert que orbita en direcció oposada a la rotació de la seva estrella, WASP-17.